# Bukovska vas
Bukovska vas – wieś w Słowenii, w gminie Dravograd. W 2018 roku liczyła 353 mieszkańców.